# Želešice
Želešice (in tedesco Schöllschitz) è un comune della Repubblica Ceca facente parte del distretto di Brno-venkov, in Moravia Meridionale.